# Llista de topònims de Santa Perpètua de Mogoda
Llista de topònims (noms propis de lloc) del municipi de Santa Perpètua de Mogoda, al Vallès Occidental
Informació actualitzada per un bot. Els canvis manuals es perdran quan s'actualitzi!

## arbre singular
| imatge | Nom                              | Ubicat a                 | instància de   | Detalls                                         | coordenades | Protecció | Commons (més fotos)    | Dades a WD                    |
| ------ | -------------------------------- | ------------------------ | -------------- | ----------------------------------------------- | --- | --------- | ---------------------- | ----------------------------- |
|        | Plataners de la Riera de Santiga | Santa Perpètua de Mogoda | arbre singular | 20th century                                    | 41° 31′ 57″ N, 2° 09′ 27″ E / 41.53244°N,2.15754°E ca:Riera de Santiga - Riera Seca                                     |           |                        | Modifica les dades a Wikidata |
|        | figuera de Can Colomer           | Santa Perpètua de Mogoda | arbre singular | Taxon: figuera (Ficus carica)                   | 41° 32′ 06″ N, 2° 10′ 47″ E / 41.53491°N,2.17986°E ca:Can Colomer. C/ Santa Maria, 2 (08130 - Santa Perpètua de Mogoda) |           |                        | Modifica les dades a Wikidata |
|        | lledoner de Can Llobet           | Santa Perpètua de Mogoda | arbre singular | 20th century Taxon: lledoner (Celtis australis) | 41° 31′ 32″ N, 2° 09′ 44″ E / 41.525539°N,2.162297°E ca:Can Llobet                                                      |           | Lledoner de Can Llobet | Modifica les dades a Wikidata |
|        | plàtan del Castell de Mogoda     | Santa Perpètua de Mogoda | arbre singular | Taxon: plàtan (Platanus ×hispanica)             | 41° 31′ 42″ N, 2° 11′ 49″ E / 41.528467°N,2.196862°E                                                                    |           |                        | Modifica les dades a Wikidata |

## bosc
| imatge | Nom                               | Ubicat a                 | instància de | Detalls      | coordenades | Protecció | Commons (més fotos)               | Dades a WD                    |
| ------ | --------------------------------- | ------------------------ | ------------ | ------------ | --- | --------- | --------------------------------- | ----------------------------- |
|        | Arbreda de la Riera Seca          | Santa Perpètua de Mogoda | bosc         | 20th century | 41° 31′ 13″ N, 2° 10′ 35″ E / 41.52022°N,2.17636°E ca:Al sud del terme municipal de Santa Perpètua de Mogoda                                  |           |                                   | Modifica les dades a Wikidata |
|        | Arbreda del Torrent dels Morts    | Santa Perpètua de Mogoda | bosc         | 20th century | 41° 31′ 59″ N, 2° 08′ 50″ E / 41.53307°N,2.1473°E ca:Al nord de la Crta B-140 110 msnm                                                        |           | Arbreda del Torrent dels Morts    | Modifica les dades a Wikidata |
|        | Bosc de Ca n'Oller                | Santa Perpètua de Mogoda | bosc         | 20th century | 41° 32′ 53″ N, 2° 10′ 29″ E / 41.54797°N,2.17478°E ca:C/Sardenya (08130 - Santa Perpètua de Mogoda)                                           |           |                                   | Modifica les dades a Wikidata |
|        | Bosc de Can Bisbe                 | Santa Perpètua de Mogoda | bosc         | 20th century | 41° 31′ 23″ N, 2° 09′ 15″ E / 41.52298°N,2.15409°E ca:Torrent de les Salzies                                                                  |           |                                   | Modifica les dades a Wikidata |
|        | Bosc de Can Cadernera             | Santa Perpètua de Mogoda | bosc         | 20th century | 41° 31′ 29″ N, 2° 09′ 49″ E / 41.52482°N,2.16351°E ca:Al sud de Torreferrussa                                                                 |           |                                   | Modifica les dades a Wikidata |
|        | Bosc de Can Ferran                | Santa Perpètua de Mogoda | bosc         | 20th century | 41° 32′ 23″ N, 2° 08′ 45″ E / 41.53986°N,2.14594°E ca:A ponent de la riera de Santiga                                                         |           |                                   | Modifica les dades a Wikidata |
|        | Bosc de Can Sabau                 | Santa Perpètua de Mogoda | bosc         | 20th century | 41° 31′ 57″ N, 2° 09′ 47″ E / 41.5326°N,2.16313°E ca:Can Sabau 95 msnm                                                                        |           | Bosc de Can Sabau                 | Modifica les dades a Wikidata |
|        | Bosc de Can Taió                  | Santa Perpètua de Mogoda | bosc arbreda | 20th century | 41° 31′ 27″ N, 2° 10′ 25″ E / 41.52429°N,2.17355°E ca:En el camí del Padró 72 msnm                                                            |           | Bosc de Can Taió                  | Modifica les dades a Wikidata |
|        | Bosc de la Granja Soldevila       | Santa Perpètua de Mogoda | bosc         | 20th century | 41° 31′ 29″ N, 2° 11′ 07″ E / 41.52478°N,2.18532°E ca:Avinguda Girona, Ferrocarril Papiol-Mollet, Avinguda de l'Estela Ibèrica                |           |                                   | Modifica les dades a Wikidata |
|        | Bosc de la Torre del Rector       | Santa Perpètua de Mogoda | bosc         | 20th century | 41° 32′ 46″ N, 2° 10′ 47″ E / 41.54607°N,2.17981°E ca:C/ Mar Adriàtic. Poligon industrial Torre del Rector (08130 - Santa Perpètua de Mogoda) |           |                                   | Modifica les dades a Wikidata |
|        | pinedes de l'Estret de les Vinyes | Santa Perpètua de Mogoda | bosc pineda  | 20th century | 41° 32′ 09″ N, 2° 08′ 45″ E / 41.53574°N,2.14592°E ca:A ponent de Santiga                                                                     |           | Pinedes de l'Estret de les Vinyes | Modifica les dades a Wikidata |

## carrer
| imatge | Nom                     | Ubicat a                 | instància de              | Detalls | coordenades                                                            | Protecció | Commons (més fotos) | Dades a WD                    |
| ------ | ----------------------- | ------------------------ | ------------------------- | ------- | ---------------------------------------------------------------------- | --------- | ------------------- | ----------------------------- |
|        | Rambla                  | Santa Perpètua de Mogoda | carrer                    |         | 41° 32′ 06″ N, 2° 10′ 54″ E / 41.53497683279798°N,2.1815586090087895°E |           |                     | Modifica les dades a Wikidata |
|        | passatge de la Rectoria | Santa Perpètua de Mogoda | carrer conjunt d'edificis |         | 41° 32′ 09″ N, 2° 10′ 43″ E / 41.53578°N,2.17867°E ca:Nucli antic      |           |                     | Modifica les dades a Wikidata |

## casa
| imatge | Nom                                  | Ubicat a                 | instància de             | Detalls                                                    | coordenades | Protecció                                  | Commons (més fotos)                                        | Dades a WD                    |
| ------ | ------------------------------------ | ------------------------ | ------------------------ | ---------------------------------------------------------- | --- | ------------------------------------------ | ---------------------------------------------------------- | ----------------------------- |
|        | Cal Bacallaner                       | Santa Perpètua de Mogoda | casa                     | 1930s                                                      | 41° 32′ 03″ N, 2° 11′ 04″ E / 41.5343°N,2.18441°E ca:C/Pompeu Fabra,15, C/Rafael Casanova,1,2 i Av. Mossèn Jacint Verdaguer, 20 68 msnm |                                            | Cal Bacallaner (Santa Perpètua de Mogoda)                  | Modifica les dades a Wikidata |
|        | Cal Regàs                            | Santa Perpètua de Mogoda | casa                     | Estil: arquitectura popular 1900                           | 41° 32′ 07″ N, 2° 10′ 43″ E / 41.53515°N,2.17868°E ca:Carrer Anselm Clavé, 2 77 msnm                                                    |                                            | Cal Regàs (Santa Perpètua de Mogoda)                       | Modifica les dades a Wikidata |
|        | Can Xiquet                           | Santa Perpètua de Mogoda | casa                     | Estil: arquitectura eclèctica 1920                         | 41° 32′ 07″ N, 2° 10′ 54″ E / 41.535152°N,2.181595°E ca:Rambla, 29 - C/Pare Rodés (08130 - Santa Perpètua de Mogoda) 71 msnm            | bé integrant del patrimoni cultural català | Can Xiquet (Santa Perpètua de Mogoda)                      | Modifica les dades a Wikidata |
|        | Casa Colonial Núm. 1                 | Santa Perpètua de Mogoda | casa                     | 1930                                                       | 41° 31′ 20″ N, 2° 11′ 30″ E / 41.52221°N,2.19153°E ca:C/Tres, núm. 16. Barri La Florida (08130 - Santa Perpètua de Mogoda)              |                                            |                                                            | Modifica les dades a Wikidata |
|        | Casa Colonial Núm. 2                 | Santa Perpètua de Mogoda | casa                     | 1930s                                                      | 41° 31′ 19″ N, 2° 11′ 42″ E / 41.52194°N,2.19501°E ca:C/Nou, 14. Barri La Florida (08130 - Santa Perpètua de Mogoda)                    |                                            |                                                            | Modifica les dades a Wikidata |
|        | Casa Colonial Núm. 3                 | Santa Perpètua de Mogoda | casa                     | 1930s                                                      | 41° 31′ 12″ N, 2° 11′ 46″ E / 41.51989°N,2.19606°E ca:Avinguda de l'Estació, 18. Barri la Florida. (08130 - Santa Perpètua de Mogoda)   |                                            |                                                            | Modifica les dades a Wikidata |
|        | Casa Colonial Núm. 4                 | Santa Perpètua de Mogoda | casa                     | 1930s                                                      | 41° 31′ 13″ N, 2° 11′ 46″ E / 41.52035°N,2.19599°E ca:Avinguda de l'Estació, 19. Barri La Florida (08130 - Santa Perpètua de Mogoda)    |                                            |                                                            | Modifica les dades a Wikidata |
|        | Casa Colonial Núm. 5                 | Santa Perpètua de Mogoda | casa                     | 1930s                                                      | 41° 31′ 09″ N, 2° 11′ 28″ E / 41.51905°N,2.19124°E ca:Avinguda Sis, 25 (La Florida)                                                     |                                            |                                                            | Modifica les dades a Wikidata |
|        | Casa Mudèjar                         | Santa Perpètua de Mogoda | casa edifici residencial | Estil: historicisme arquitectònic 1920s                    | 41° 31′ 27″ N, 2° 11′ 32″ E / 41.52418°N,2.19235°E ca:La Florida - Carrer Cinc, 2 / Avinguda Tres                                       |                                            |                                                            | Modifica les dades a Wikidata |
|        | habitatge a la Rambla, 14            | Santa Perpètua de Mogoda | casa                     | Estil: arquitectura popular Estat: enderrocat o destruït   | 41° 32′ 05″ N, 2° 10′ 50″ E / 41.534722222222°N,2.1805555555556°E ca:Rambla 14                                                          | bé integrant del patrimoni cultural català |                                                            | Modifica les dades a Wikidata |
|        | habitatge a la Rambla, 15            | Santa Perpètua de Mogoda | casa                     | Estil: arquitectura eclèctica 1880                         | 41° 32′ 06″ N, 2° 10′ 50″ E / 41.534901°N,2.180615°E ca:Rambla, 15 - C. Martí Costa 71 msnm                                             | bé integrant del patrimoni cultural català | Habitatge a la Rambla, 15 (Santa Perpètua de Mogoda)       | Modifica les dades a Wikidata |
|        | habitatge a la Rambla, 23            | Santa Perpètua de Mogoda | casa                     | Estil: arquitectura popular                                | 41° 32′ 06″ N, 2° 10′ 52″ E / 41.535038°N,2.18121°E 71 msnm                                                                             | bé integrant del patrimoni cultural català | Habitatge a la Rambla, 23 (Santa Perpètua de Mogoda)       | Modifica les dades a Wikidata |
|        | habitatge a la Rambla, 24            | Santa Perpètua de Mogoda | casa                     | Estil: arquitectura eclèctica Estat: enderrocat o destruït | 41° 32′ 05″ N, 2° 10′ 52″ E / 41.534802°N,2.181183°E                                                                                    | bé integrant del patrimoni cultural català |                                                            | Modifica les dades a Wikidata |
|        | habitatge al carrer Sant Pau, 9      | Santa Perpètua de Mogoda | casa                     | Estil: arquitectura popular 1890                           | 41° 32′ 04″ N, 2° 10′ 47″ E / 41.534498°N,2.179685°E ca:C. Sant Pau, 9 72 msnm                                                          | bé integrant del patrimoni cultural català | Habitatge al carrer Sant Pau, 9 (Santa Perpètua de Mogoda) | Modifica les dades a Wikidata |
|        | habitatge al carrer Santa Maria, 5-7 | Santa Perpètua de Mogoda | casa                     | Estil: arquitectura popular Estat: enderrocat o destruït   | 41° 32′ 05″ N, 2° 10′ 45″ E / 41.53471°N,2.17912°E                                                                                      | bé integrant del patrimoni cultural català |                                                            | Modifica les dades a Wikidata |

## castell
| imatge | Nom                | Ubicat a                 | instància de  | Detalls                                              | coordenades                                                                                       | Protecció                                            | Commons (més fotos) | Dades a WD                    |
| ------ | ------------------ | ------------------------ | ------------- | ---------------------------------------------------- | ------------------------------------------------------------------------------------------------- | ---------------------------------------------------- | ------------------- | ----------------------------- |
|        | Castell de Santiga | Santa Perpètua de Mogoda | castell masia | Estil: arquitectura popular 1098                     | 41° 32′ 06″ N, 2° 09′ 07″ E / 41.535080555556°N,2.1520333333333°E ca:Plaça de Santiga, 6 100 msnm | bé d'interès cultural bé cultural d'interès nacional | Castell de Santiga  | Modifica les dades a Wikidata |
|        | castell de Mogoda  | Santa Perpètua de Mogoda | castell       | Estil: arquitectura romànica arquitectura gòtica 982 | 41° 31′ 42″ N, 2° 11′ 49″ E / 41.52833333°N,2.19694444°E ca:Barri de Mogoda                       |                                                      | Castell de Mogoda   | Modifica les dades a Wikidata |

## curs d'aigua
| imatge | Nom                   | Ubicat a                                                                        | instància de | Detalls                                    | coordenades                                                                                               | Protecció | Commons (més fotos) | Dades a WD                    |
| ------ | --------------------- | ------------------------------------------------------------------------------- | ------------ | ------------------------------------------ | --- | --------- | ------------------- | ----------------------------- |
|        | Riera Seca            | Santa Perpètua de Mogoda Montcada i Reixac la Llagosta                          | curs d'aigua | Desemboca: Besòs                           | 41° 30′ 06″ N, 2° 11′ 58″ E / 41.5015388165755°N,2.199497222900391°E                                      |           | Riera Seca          | Modifica les dades a Wikidata |
|        | riera de Caldes       | Caldes de Montbui Palau-solità i Plegamans Santa Perpètua de Mogoda la Llagosta | curs d'aigua | Desemboca: Besòs Llarg: 22km Conca: 111km² | 41° 40′ 31″ N, 2° 07′ 59″ E / 41.675413°N,2.133147°E 41° 30′ 49″ N, 2° 12′ 40″ E / 41.513524°N,2.211012°E |           | Riera de Caldes     | Modifica les dades a Wikidata |
|        | riera de Santiga      | Santa Perpètua de Mogoda                                                        | curs d'aigua | Desemboca: Riera Seca                      | 41° 32′ 10″ N, 2° 09′ 08″ E / 41.53617°N,2.15212°E ca:Santiga (08130 - Santa Perpètua de Mogoda)          |           | Riera de Santiga    | Modifica les dades a Wikidata |
|        | torrent de Ca n'Oller | Santa Perpètua de Mogoda Polinyà Palau-solità i Plegamans                       | curs d'aigua | Desemboca: riera de Caldes Llarg: 5.5km    | 41° 34′ 44″ N, 2° 09′ 06″ E / 41.578979°N,2.15164°E 41° 32′ 45″ N, 2° 10′ 41″ E / 41.545829°N,2.178076°E  |           |                     | Modifica les dades a Wikidata |

## edifici
| imatge | Nom                                                 | Ubicat a                 | instància de | Detalls                             | coordenades | Protecció                                  | Commons (més fotos)                                                   | Dades a WD                    |
| ------ | --------------------------------------------------- | ------------------------ | ------------ | ----------------------------------- | --- | ------------------------------------------ | --------------------------------------------------------------------- | ----------------------------- |
|        | Casal d'Avis                                        | Santa Perpètua de Mogoda | edifici      | Estil: noucentisme 1930             | 41° 32′ 06″ N, 2° 10′ 58″ E / 41.535105555556°N,2.1826722222222°E ca:Plaça de la Vila, 9-10 69 msnm                                                  | bé integrant del patrimoni cultural català | Casal d'Avis (Santa Perpètua de Mogoda)                               | Modifica les dades a Wikidata |
|        | Edifici Honda                                       | Santa Perpètua de Mogoda | edifici      | 1993                                | 41° 32′ 37″ N, 2° 11′ 04″ E / 41.54368°N,2.18448°E ca:C/ del Mar del Nord, 1. Poligon Industrial Torre del Rector (08130 - Santa Perpètua de Mogoda) |                                            |                                                                       | Modifica les dades a Wikidata |
|        | Granja Soldevila                                    | Santa Perpètua de Mogoda | edifici      | Estil: arquitectura modernista 1163 | 41° 31′ 37″ N, 2° 11′ 08″ E / 41.526838°N,2.185463°E ca:Pg. de la Florida - av. Onze de Setembre                                                     | bé cultural d'interès local                | Granja Soldevila                                                      | Modifica les dades a Wikidata |
|        | Pavelló Annex a la Casa Windish                     | Santa Perpètua de Mogoda | edifici      | 1993                                | 41° 31′ 11″ N, 2° 11′ 26″ E / 41.51967°N,2.19042°E ca:Avinguda Nou. Barri La Florida (08130 - Santa Perpètua de Mogoda)                              |                                            |                                                                       | Modifica les dades a Wikidata |
|        | edifici de la Caixa d'Estalvis de Sabadell          | Santa Perpètua de Mogoda | edifici      | 1970s                               | 41° 32′ 07″ N, 2° 10′ 59″ E / 41.535272222222°N,2.1831861111111°E ca:Plaça de la Vila, 1 69 msnm                                                     | bé integrant del patrimoni cultural català | Edifici de la Caixa d'Estalvis de Sabadell (Santa Perpètua de Mogoda) | Modifica les dades a Wikidata |
|        | elements de ventilació i accés als dipòsits d'aigua | Santa Perpètua de Mogoda | edifici      |                                     | 41° 31′ 44″ N, 2° 08′ 29″ E / 41.528883°N,2.141363°E                                                                                                 | bé integrant del patrimoni cultural català |                                                                       | Modifica les dades a Wikidata |
|        | la Caixa                                            | Santa Perpètua de Mogoda | edifici      | Estil: arquitectura eclèctica 1959  | 41° 32′ 06″ N, 2° 10′ 51″ E / 41.53495°N,2.180846°E ca:Rambla, 17 - c. Martí Costa, 2 71 msnm                                                        | bé integrant del patrimoni cultural català | La Caixa (Santa Perpètua de Mogoda)                                   | Modifica les dades a Wikidata |
|        | la Mogoda                                           | Santa Perpètua de Mogoda | edifici      | Estil: arquitectura popular         | 41° 31′ 44″ N, 2° 11′ 49″ E / 41.528856°N,2.196981°E ca:Barri de la Mogoda (08130 - Santa Perpètua de Mogoda)                                        | bé integrant del patrimoni cultural català |                                                                       | Modifica les dades a Wikidata |

## entitat singular de població
| imatge | Nom                      | Ubicat a                 | instància de                                                                   | Detalls    | coordenades                                                                                           | Protecció | Commons (més fotos)                   | Dades a WD                    |
| ------ | ------------------------ | ------------------------ | ------------------------------------------------------------------------------ | ---------- | --- | --------- | ------------------------------------- | ----------------------------- |
|        | Mogoda                   | Santa Perpètua de Mogoda | entitat singular de població ens local històric de Catalunya                   | 92 hab     | 41° 31′ 45″ N, 2° 11′ 49″ E / 41.529035336411°N,2.1969796619105°E 65 msnm                             |           |                                       | Modifica les dades a Wikidata |
|        | Santa Perpètua de Mogoda | Santa Perpètua de Mogoda | entitat singular de població capital municipal ens local històric de Catalunya | 18276 hab  | 41° 32′ 00″ N, 2° 11′ 00″ E / 41.53333°N,2.18333°E 73 msnm                                            |           |                                       | Modifica les dades a Wikidata |
|        | Santiga                  | Santa Perpètua de Mogoda | entitat singular de població ens local històric de Catalunya                   | 983 22 hab | 41° 32′ 05″ N, 2° 09′ 08″ E / 41.53478889°N,2.15224167°E ca:Crta de Sabadell - Mollet (B-140) 95 msnm |           | Santiga                               | Modifica les dades a Wikidata |
|        | la Florida               | Santa Perpètua de Mogoda | entitat singular de població                                                   | 7546 hab   | 41° 31′ 15″ N, 2° 11′ 28″ E / 41.520887546875°N,2.1910879130716°E 58 msnm                             |           | La Florida (Santa Perpètua de Mogoda) | Modifica les dades a Wikidata |

## església
| imatge | Nom                                                     | Ubicat a                 | instància de              | Detalls                      | coordenades                                                                                             | Protecció                                  | Commons (més fotos)                                | Dades a WD                    |
| ------ | ------------------------------------------------------- | ------------------------ | ------------------------- | ---------------------------- | --- | ------------------------------------------ | -------------------------------------------------- | ----------------------------- |
|        | Santa Maria de Santiga                                  | Santa Perpètua de Mogoda | església edifici religiós | 983                          | 41° 32′ 04″ N, 2° 09′ 09″ E / 41.53456111°N,2.15249444°E ca:Santiga, ctra. de Sabadell a Santa Perpètua | bé cultural d'interès local                | Santa Maria Antiga (Santa Perpètua de Mogoda)      | Modifica les dades a Wikidata |
|        | Santa Perpètua                                          | Santa Perpètua de Mogoda | església                  | Estil: arquitectura romànica | 41° 32′ 07″ N, 2° 10′ 44″ E / 41.535285°N,2.178884°E ca:Plaça de l'Església 74 msnm                     | bé integrant del patrimoni cultural català | Església de Santa Maria (Santa Perpètua de Mogoda) | Modifica les dades a Wikidata |
|        | església de l’Assumpció de la Mare de Déu de la Florida | Santa Perpètua de Mogoda | església                  |                              | 41° 31′ 12″ N, 2° 11′ 36″ E / 41.52002524639135°N,2.193365693092346°E la Florida                        |                                            | L'Assumpció de la Mare de Déu de la Florida        | Modifica les dades a Wikidata |

## font
| imatge | Nom               | Ubicat a                 | instància de | Detalls                     | coordenades                                                                           | Protecció                                  | Commons (més fotos)          | Dades a WD                    |
| ------ | ----------------- | ------------------------ | ------------ | --------------------------- | ------------------------------------------------------------------------------------- | ------------------------------------------ | ---------------------------- | ----------------------------- |
|        | font de Can Sabau | Santa Perpètua de Mogoda | font         | Estil: arquitectura popular | 41° 31′ 53″ N, 2° 09′ 52″ E / 41.531418°N,2.164544°E ca:Can Sabau                     | bé integrant del patrimoni cultural català |                              | Modifica les dades a Wikidata |
|        | font del Safareig | Santa Perpètua de Mogoda | font         |                             | 41° 32′ 04″ N, 2° 09′ 08″ E / 41.534551°N,2.152276°E Santiga 101 msnm                 |                                            | Font del Safareig de Santiga | Modifica les dades a Wikidata |
|        | font dels Joncs   | Santa Perpètua de Mogoda | font         | 20th century                | 41° 32′ 29″ N, 2° 08′ 47″ E / 41.541281629409°N,2.1464754714007°E ca:Riera de Santiga |                                            |                              | Modifica les dades a Wikidata |

## jardí públic
| imatge | Nom                           | Ubicat a                 | instància de | Detalls      | coordenades | Protecció | Commons (més fotos)                       | Dades a WD                    |
| ------ | ----------------------------- | ------------------------ | ------------ | ------------ | --- | --------- | ----------------------------------------- | ----------------------------- |
|        | Parc Municipal                | Santa Perpètua de Mogoda | jardí públic | 1940s        | 41° 32′ 10″ N, 2° 11′ 00″ E / 41.53623°N,2.18339°E ca:Avinguda Santiga, 2 (08130 - Santa Perpètua de Mogoda)                                  |           | Parc Municipal (Santa Perpètua de Mogoda) | Modifica les dades a Wikidata |
|        | Parc d'Europa                 | Santa Perpètua de Mogoda | jardí públic |              | 41° 31′ 17″ N, 2° 10′ 55″ E / 41.52135°N,2.18196°E ca:Parc d'Europa. Passeig de Can Taió. Barri La Florida (08130 - Santa Perpètua de Mogoda) |           |                                           | Modifica les dades a Wikidata |
|        | Parc de Catalunya             | Santa Perpètua de Mogoda | jardí públic |              | 41° 31′ 42″ N, 2° 10′ 49″ E / 41.52826°N,2.18017°E ca:C/de Pau Vila, C/Tierno Galván, C/Ausiàs March, C/Josep Carner                          |           |                                           | Modifica les dades a Wikidata |
|        | Parc de Federico Garcia Lorca | Santa Perpètua de Mogoda | jardí públic |              | 41° 31′ 56″ N, 2° 11′ 06″ E / 41.53211°N,2.18494°E ca:Passeig de la Florida (Santa Perpetua de Mogoda)                                        |           |                                           | Modifica les dades a Wikidata |
|        | Parc de Tesanj                | Santa Perpètua de Mogoda | jardí públic |              | 41° 32′ 02″ N, 2° 10′ 34″ E / 41.5339°N,2.17618°E ca:Avinguda Sabadell - C/de Ramon Casas - C/de Josep Maria de Segarra 92 msnm               |           | Parc de Tesanj                            | Modifica les dades a Wikidata |
|        | Parc de la Pesseta            | Santa Perpètua de Mogoda | jardí públic | 20th century | 41° 31′ 22″ N, 2° 11′ 14″ E / 41.52276°N,2.18736°E ca:Carrer de la Baronia - Carrer Setze. Barri de la Florida.                               |           |                                           | Modifica les dades a Wikidata |
|        | Parc del Calderí              | Santa Perpètua de Mogoda | jardí públic | 20th century | 41° 32′ 11″ N, 2° 12′ 02″ E / 41.53635°N,2.20067°E ca:Polígon Industrial Les Vinyes de Mogoda (08130 - Santa Perpètua de Mogoda)              |           |                                           | Modifica les dades a Wikidata |
|        | Parc dels Països Catalans     | Santa Perpètua de Mogoda | jardí públic |              | 41° 31′ 50″ N, 2° 11′ 08″ E / 41.53065°N,2.1856°E ca:Passeig de la Florida - Carrer de Pablo Picasso                                          |           |                                           | Modifica les dades a Wikidata |

## masia
| imatge | Nom                            | Ubicat a                 | instància de              | Detalls                                                               | coordenades | Protecció                                  | Commons (més fotos)                      | Dades a WD                    |
| ------ | ------------------------------ | ------------------------ | ------------------------- | --------------------------------------------------------------------- | --- | ------------------------------------------ | ---------------------------------------- | ----------------------------- |
|        | Ca l'Andal                     | Santa Perpètua de Mogoda | masia edifici residencial | 1803                                                                  | 41° 31′ 22″ N, 2° 11′ 21″ E / 41.52275085449219°N,2.189197063446045°E ca:La Florida - Plaça de Dalt, 2                                 |                                            |                                          | Modifica les dades a Wikidata |
|        | Ca n'Agustina                  | Santa Perpètua de Mogoda | masia                     |                                                                       | 41° 32′ 00″ N, 2° 09′ 25″ E / 41.5334061474348°N,2.15699110179802°E                                                                    |                                            |                                          | Modifica les dades a Wikidata |
|        | Ca n'Oller                     | Santa Perpètua de Mogoda | masia                     |                                                                       | 41° 32′ 48″ N, 2° 10′ 19″ E / 41.54666°N,2.171848°E                                                                                    |                                            |                                          | Modifica les dades a Wikidata |
|        | Cal Carnisser                  | Santa Perpètua de Mogoda | masia                     |                                                                       | 41° 31′ 59″ N, 2° 09′ 39″ E / 41.5330749068417°N,2.16096320983644°E 101 msnm                                                           |                                            | Cal Carnisser (Santa Perpètua de Mogoda) | Modifica les dades a Wikidata |
|        | Cal Gatzira                    | Santa Perpètua de Mogoda | masia                     | Estil: arquitectura popular 1933                                      | 41° 32′ 07″ N, 2° 10′ 57″ E / 41.535383°N,2.182515°E ca:Rambla núm. 51 - 53 (08130 - Santa Perpètua de Mogoda) 71 msnm                 | bé integrant del patrimoni cultural català | Cal Gatzira                              | Modifica les dades a Wikidata |
|        | Can Banús                      | Santa Perpètua de Mogoda | masia                     | Estil: arquitectura popular 1202                                      | 41° 32′ 22″ N, 2° 11′ 24″ E / 41.539337°N,2.190018°E ca:Ctra. de Caldes C-59                                                           | bé integrant del patrimoni cultural català | Can Banús (Santa Perpètua de Mogoda)     | Modifica les dades a Wikidata |
|        | Can Barnola                    | Santa Perpètua de Mogoda | masia                     | 1142                                                                  | 41° 32′ 16″ N, 2° 09′ 07″ E / 41.5378180326519°N,2.15186279808589°E ca:A uns 300m al nord del nucli de Santiga 104 msnm                |                                            | Can Barnola (Santa Perpètua de Mogoda)   | Modifica les dades a Wikidata |
|        | Can Bernades Nou               | Santa Perpètua de Mogoda | masia                     |                                                                       | 41° 32′ 27″ N, 2° 10′ 56″ E / 41.5408475676302°N,2.18213082647871°E                                                                    |                                            |                                          | Modifica les dades a Wikidata |
|        | Can Bernades Vell              | Santa Perpètua de Mogoda | masia                     | Estil: arquitectura popular Estat: enderrocat o destruït              | 41° 33′ 02″ N, 2° 11′ 04″ E / 41.550466°N,2.184459°E                                                                                   | bé integrant del patrimoni cultural català |                                          | Modifica les dades a Wikidata |
|        | Can Bernat                     | Santa Perpètua de Mogoda | masia                     |                                                                       | 41° 31′ 18″ N, 2° 10′ 46″ E / 41.5216431820032°N,2.17948425236426°E                                                                    |                                            |                                          | Modifica les dades a Wikidata |
|        | Can Bruguer                    | Santa Perpètua de Mogoda | masia                     | 1361                                                                  | 41° 32′ 06″ N, 2° 09′ 27″ E / 41.5351207062637°N,2.15742437124503°E ca:Al nord de la Carretera de Sabadell a Mollet ( B-140) 98 msnm   |                                            | Can Bruguer (Santa Perpètua de Mogoda)   | Modifica les dades a Wikidata |
|        | Can Cadernera                  | Santa Perpètua de Mogoda | masia                     |                                                                       | 41° 31′ 33″ N, 2° 09′ 52″ E / 41.5258223968715°N,2.16444895399698°E                                                                    |                                            | Can Cadernera                            | Modifica les dades a Wikidata |
|        | Can Castell                    | Santa Perpètua de Mogoda | masia                     |                                                                       | 41° 32′ 04″ N, 2° 09′ 27″ E / 41.5343096889832°N,2.15737495904346°E 95 msnm                                                            |                                            | Can Castell (Santa Perpètua de Mogoda)   | Modifica les dades a Wikidata |
|        | Can Cirera                     | Santa Perpètua de Mogoda | masia                     |                                                                       | 41° 32′ 06″ N, 2° 10′ 24″ E / 41.5350191379733°N,2.17321348253989°E                                                                    |                                            |                                          | Modifica les dades a Wikidata |
|        | Can Colomer                    | Santa Perpètua de Mogoda | masia                     | Estil: arquitectura popular 1137                                      | 41° 32′ 06″ N, 2° 10′ 47″ E / 41.535012°N,2.179654°E ca:Carrer de Santa Maria, 2 73 msnm                                               | bé integrant del patrimoni cultural català | Can Colomer (Santa Perpètua de Mogoda)   | Modifica les dades a Wikidata |
|        | Can Ferran                     | Santa Perpètua de Mogoda | masia                     |                                                                       | 41° 32′ 15″ N, 2° 08′ 48″ E / 41.53761900474085°N,2.146609425544739°E 127 msnm                                                         |                                            | Can Ferran (Santa Perpètua de Mogoda)    | Modifica les dades a Wikidata |
|        | Can Font                       | Santa Perpètua de Mogoda | masia                     |                                                                       | 41° 32′ 06″ N, 2° 10′ 08″ E / 41.5349156331504°N,2.16885128623582°E                                                                    |                                            |                                          | Modifica les dades a Wikidata |
|        | Can Font                       | Santa Perpètua de Mogoda | masia                     | 1773                                                                  | 41° 31′ 25″ N, 2° 09′ 42″ E / 41.52372°N,2.161713°E ca:Al nord de l'Ap-7 i a ponent de Can Targa                                       |                                            | Can Font (Santa Perpètua de Mogoda)      | Modifica les dades a Wikidata |
|        | Can Fígols                     | Santa Perpètua de Mogoda | masia                     |                                                                       | 41° 32′ 03″ N, 2° 09′ 12″ E / 41.5340828481545°N,2.15346997249069°E 94 msnm                                                            |                                            | Can Fígols (Santa Perpètua de Mogoda)    | Modifica les dades a Wikidata |
|        | Can Guillot                    | Santa Perpètua de Mogoda | masia                     |                                                                       | 41° 31′ 59″ N, 2° 10′ 19″ E / 41.5330276253254°N,2.17183632617544°E                                                                    |                                            |                                          | Modifica les dades a Wikidata |
|        | Can Joandó Nou                 | Santa Perpètua de Mogoda | masia                     | 988                                                                   | 41° 31′ 04″ N, 2° 09′ 58″ E / 41.5178189097011°N,2.16624172390524°E ca:Al sud del Camí Ral del Ripollet                                |                                            | Can Joandó Nou                           | Modifica les dades a Wikidata |
|        | Can Joandó Vell                | Santa Perpètua de Mogoda | masia                     | 988 Estat: ruïnós                                                     | 41° 31′ 05″ N, 2° 10′ 03″ E / 41.5179716082814°N,2.16742623424904°E ca:Sud del camí Ral de Ripollet                                    |                                            | Can Joandó Vell                          | Modifica les dades a Wikidata |
|        | Can Lloberes                   | Santa Perpètua de Mogoda | masia                     | 1137                                                                  | 41° 31′ 21″ N, 2° 10′ 24″ E / 41.5225185890582°N,2.17343255665248°E ca:Entre la Riera Seca i el Camí del Padró                         |                                            | Can Lloberes                             | Modifica les dades a Wikidata |
|        | Can Llobet                     | Santa Perpètua de Mogoda | masia                     | 1882                                                                  | 41° 31′ 32″ N, 2° 09′ 43″ E / 41.525664123150506°N,2.162021398544312°E ca:Brancal que surt del camí del Padró                          |                                            | Can Llobet (Santa Perpètua de Mogoda)    | Modifica les dades a Wikidata |
|        | Can Maiol                      | Santa Perpètua de Mogoda | masia                     | 1275                                                                  | 41° 31′ 28″ N, 2° 10′ 01″ E / 41.524319006222°N,2.167073958861°E ca:Al sud de l'Ap-7 i al nord del Camí Ral del Ripollet 76 msnm       |                                            | Can Maiol (Santa Perpètua de Mogoda)     | Modifica les dades a Wikidata |
|        | Can Miró Nou                   | Santa Perpètua de Mogoda | masia                     | 20th century                                                          | 41° 31′ 36″ N, 2° 10′ 48″ E / 41.52669°N,2.18°E ca:C/Gessamí, 1. Barri Can Taió (08130 - Santa Perpètua de Mogoda)                     |                                            |                                          | Modifica les dades a Wikidata |
|        | Can Rectoret                   | Santa Perpètua de Mogoda | masia                     |                                                                       | 41° 31′ 58″ N, 2° 09′ 15″ E / 41.532826977205°N,2.15416962248153°E 98 msnm                                                             |                                            | Can Rectoret (Santa Perpètua de Mogoda)  | Modifica les dades a Wikidata |
|        | Can Roca                       | Santa Perpètua de Mogoda | masia                     |                                                                       | 41° 32′ 08″ N, 2° 09′ 02″ E / 41.5354932994925°N,2.15052656349592°E 108 msnm                                                           |                                            | Can Roca (Santa Perpètua de Mogoda)      | Modifica les dades a Wikidata |
|        | Can Sabau                      | Santa Perpètua de Mogoda | masia                     | Estil: arquitectura popular 16th century                              | 41° 31′ 58″ N, 2° 09′ 51″ E / 41.532647°N,2.164053°E ca:Ctra. de Santa Perpètua a Sabadell B-140                                       | bé integrant del patrimoni cultural català | Can Sabau                                | Modifica les dades a Wikidata |
|        | Can Sallent                    | Santa Perpètua de Mogoda | masia                     | 988                                                                   | 41° 30′ 59″ N, 2° 09′ 52″ E / 41.5162829869891°N,2.16435594304768°E ca:Camí Ral del Ripollet                                           |                                            | Can Sallent                              | Modifica les dades a Wikidata |
|        | Can Targa                      | Santa Perpètua de Mogoda | masia                     | 1138                                                                  | 41° 31′ 26″ N, 2° 09′ 44″ E / 41.523996°N,2.162303°E ca:Al nord de l'Ap-7, entre Can Llobet i Can Font 80 msnm                         |                                            | Can Targa (Santa Perpètua de Mogoda)     | Modifica les dades a Wikidata |
|        | Can Trabal                     | Santa Perpètua de Mogoda | masia                     |                                                                       | 41° 32′ 03″ N, 2° 08′ 44″ E / 41.5342322870895°N,2.14566413358134°E                                                                    |                                            |                                          | Modifica les dades a Wikidata |
|        | Can Trompeta                   | Santa Perpètua de Mogoda | masia                     |                                                                       | 41° 32′ 09″ N, 2° 09′ 18″ E / 41.5359220829219°N,2.15493248385834°E 97 msnm                                                            |                                            | Can Trompeta                             | Modifica les dades a Wikidata |
|        | Can Vidal                      | Santa Perpètua de Mogoda | masia                     |                                                                       | 41° 32′ 08″ N, 2° 09′ 10″ E / 41.5355541616446°N,2.15267158111592°E 97 msnm                                                            |                                            | Can Vidal (Santa Perpètua de Mogoda)     | Modifica les dades a Wikidata |
|        | Can Vinyalet                   | Santa Perpètua de Mogoda | masia                     |                                                                       | 41° 32′ 24″ N, 2° 10′ 00″ E / 41.5398989403625°N,2.16667748692412°E                                                                    |                                            |                                          | Modifica les dades a Wikidata |
|        | Can Vinyals                    | Santa Perpètua de Mogoda | masia                     | 1121 Estat: malmès                                                    | 41° 32′ 04″ N, 2° 10′ 11″ E / 41.53457°N,2.16966°E ca:Crta de Sabadell (B-140) - Crta de Polinyà - Camí vell de Polinyà i Ap-7 92 msnm |                                            | Can Vinyals (Santa Perpètua de Mogoda)   | Modifica les dades a Wikidata |
|        | Can Xiol                       | Santa Perpètua de Mogoda | masia                     | 1137                                                                  | 41° 32′ 07″ N, 2° 10′ 31″ E / 41.5351602912974°N,2.17530953651792°E ca:Sant Isidre, 52 93 msnm                                         |                                            | Can Xiol                                 | Modifica les dades a Wikidata |
|        | Mas Riba                       | Santa Perpètua de Mogoda | masia                     | 1137                                                                  | 41° 32′ 03″ N, 2° 10′ 46″ E / 41.53424°N,2.17953°E ca:C/Joaquim Malats, 7 - C/Doctor Ferran (08130 - Santa Perpètua de Mogoda) 78 msnm |                                            | Mas Riba (Santa Perpètua de Mogoda)      | Modifica les dades a Wikidata |
|        | Masia del Carrer Joan Fiveller | Santa Perpètua de Mogoda | masia                     |                                                                       | 41° 32′ 08″ N, 2° 10′ 45″ E / 41.53548°N,2.17908°E ca:Carrer Joan Fiveller, 17                                                         |                                            |                                          | Modifica les dades a Wikidata |
|        | Masia del Carrer Sant Josep    | Santa Perpètua de Mogoda | masia                     |                                                                       | 41° 32′ 10″ N, 2° 10′ 42″ E / 41.53603°N,2.17833°E ca:Carrer Sant Josep, 2 (08130 - Santa Perpètua de Mogoda)                          |                                            |                                          | Modifica les dades a Wikidata |
|        | Torre del Rector               | Santa Perpètua de Mogoda | masia                     | Estil: arquitectura popular 1136                                      | 41° 32′ 54″ N, 2° 10′ 59″ E / 41.548258333333°N,2.1830222222222°E ca:Carrer del Mar Carib, 6 - Pol. Ind. Bernades Subirà 88 msnm       | bé integrant del patrimoni cultural català | Torre del Rector                         | Modifica les dades a Wikidata |
|        | Torreferrussa                  | Santa Perpètua de Mogoda | masia                     | 988                                                                   | 41° 31′ 41″ N, 2° 09′ 52″ E / 41.52802°N,2.16445°E ca:Camí del Padró                                                                   |                                            | Torreferrussa                            | Modifica les dades a Wikidata |
|        | can Gomis                      | Santa Perpètua de Mogoda | masia                     | Estil: arquitectura eclèctica historicisme arquitectònic 19th century | 41° 31′ 27″ N, 2° 10′ 34″ E / 41.524052°N,2.176185°E ca:Prop del torrent de Polinyà 69 msnm                                            | bé integrant del patrimoni cultural català | Can Gomis (Santa Perpètua de Mogoda)     | Modifica les dades a Wikidata |

## mina d'aigua
| imatge | Nom                   | Ubicat a                 | instància de | Detalls | coordenades | Protecció | Commons (més fotos) | Dades a WD                    |
| ------ | --------------------- | ------------------------ | ------------ | ------- | --- | --------- | ------------------- | ----------------------------- |
|        | la Mina del Mas Costa | Santa Perpètua de Mogoda | mina d'aigua | 1847    | 41° 31′ 30″ N, 2° 11′ 11″ E / 41.52511°N,2.18634°E ca:Poligon industrial de la Creueta - Mas Costa (La Florida) |           |                     | Modifica les dades a Wikidata |
|        | la mina de Can Bernat | Santa Perpètua de Mogoda | mina d'aigua | 1730    | 41° 31′ 19″ N, 2° 10′ 32″ E / 41.52185°N,2.1756°E ca:Can Mallol - Can Bernat                                    |           |                     | Modifica les dades a Wikidata |

## obra escultòrica
| imatge | Nom                                  | Ubicat a                 | instància de              | Detalls                                            | coordenades | Protecció | Commons (més fotos)                               | Dades a WD                    |
| ------ | ------------------------------------ | ------------------------ | ------------------------- | -------------------------------------------------- | --- | --------- | ------------------------------------------------- | ----------------------------- |
|        | 5 Móns, 5 Mirades                    | Santa Perpètua de Mogoda | obra escultòrica          | 1999                                               | 41° 31′ 29″ N, 2° 11′ 31″ E / 41.52472°N,2.19192°E ca:Parc de la Ribera (08130 - Santa Perpètua de Mogoda)                                                        |           |                                                   | Modifica les dades a Wikidata |
|        | Abrazo                               | Santa Perpètua de Mogoda | obra escultòrica          | 2000                                               | 41° 31′ 57″ N, 2° 11′ 02″ E / 41.5326°N,2.18381°E ca:Passeig de la Florida / Avinguda de Barcelona                                                                |           |                                                   | Modifica les dades a Wikidata |
|        | Apoyado En Ti                        | Santa Perpètua de Mogoda | obra escultòrica          | 1997                                               | 41° 32′ 12″ N, 2° 10′ 58″ E / 41.53661°N,2.18264°E ca:Parc Municipal. Avinguda Santiga, 2 (08130 - Santa Perpètua de Mogoda)                                      |           | Apoyado en ti                                     | Modifica les dades a Wikidata |
|        | Atracció pel Vertígen                | Santa Perpètua de Mogoda | obra escultòrica          | 1999                                               | 41° 31′ 36″ N, 2° 11′ 31″ E / 41.52669°N,2.19199°E ca:Parc de la Ribera (08130 - Santa Perpètua de Mogoda)                                                        |           |                                                   | Modifica les dades a Wikidata |
|        | Blaus                                | Santa Perpètua de Mogoda | obra escultòrica          | 1996                                               | 41° 31′ 36″ N, 2° 11′ 09″ E / 41.52674°N,2.18578°E ca:Jardí de la Granja Soldevila                                                                                |           |                                                   | Modifica les dades a Wikidata |
|        | Doble Yo, Núm. 2. el Que Calla       | Santa Perpètua de Mogoda | obra escultòrica          | 1996                                               | 41° 32′ 09″ N, 2° 11′ 00″ E / 41.53587°N,2.18344°E ca:Parc Municipal. Avinguda Santiga, 2 (08130 - Santa Perpètua de Mogoda)                                      |           | Doble Yo, Núm. 2. el Que Calla                    | Modifica les dades a Wikidata |
|        | Doble Yo, Núm. 3                     | Santa Perpètua de Mogoda | obra escultòrica          | 1997                                               | 41° 32′ 11″ N, 2° 11′ 00″ E / 41.53643°N,2.18333°E ca:Parc Municipal. Avinguda Santiga, 2 (08130 - Santa Perpètua de Mogoda)                                      |           | Doble Yo, Núm. 3                                  | Modifica les dades a Wikidata |
|        | El Nu                                | Santa Perpètua de Mogoda | obra escultòrica          | 1995                                               | 41° 31′ 41″ N, 2° 10′ 49″ E / 41.52805°N,2.18039°E ca:Parc de Catalunya                                                                                           |           |                                                   | Modifica les dades a Wikidata |
|        | Família Universal                    | Santa Perpètua de Mogoda | obra escultòrica          | 1998                                               | 41° 31′ 32″ N, 2° 11′ 37″ E / 41.52545°N,2.19362°E ca:Parc de la Ribera (08130 - Santa Perpètua de Mogoda)                                                        |           |                                                   | Modifica les dades a Wikidata |
|        | Habitacle                            | Santa Perpètua de Mogoda | obra escultòrica          | 1998                                               | 41° 31′ 33″ N, 2° 11′ 34″ E / 41.52573°N,2.19284°E ca:Parc de la Ribera (08130 - Santa Perpètua de Mogoda)                                                        |           |                                                   | Modifica les dades a Wikidata |
|        | L'arc d'una ferida de lluna          | Santa Perpètua de Mogoda | obra escultòrica          | 1994 Estat: bon estat Dedicat a: Joan Miró i Ferrà | 41° 31′ 45″ N, 2° 11′ 11″ E / 41.52903°N,2.18633°E ca:Passeig de la Florida / Onze de Setembre.                                                                   |           | L'arc d'una ferida de lluna                       | Modifica les dades a Wikidata |
|        | L'espai del Pensament.               | Santa Perpètua de Mogoda | obra escultòrica          | 1993                                               | 41° 31′ 35″ N, 2° 11′ 18″ E / 41.52637°N,2.18846°E ca:Passeig de la Florida (08130 - Santa Perpètua de Mogoda)                                                    |           |                                                   | Modifica les dades a Wikidata |
|        | La Ciutat                            | Santa Perpètua de Mogoda | obra escultòrica          | 1999                                               | 41° 31′ 36″ N, 2° 11′ 12″ E / 41.52659°N,2.18671°E ca:Camí de la Granja (Granja Soldevila) - 08130 - Santa Perpètua de Mogoda                                     |           |                                                   | Modifica les dades a Wikidata |
|        | La Sardana                           | Santa Perpètua de Mogoda | obra escultòrica          | 2002                                               | 41° 32′ 08″ N, 2° 10′ 56″ E / 41.53565°N,2.18235°E ca:Passatge de Josep Irla (08130 - Santa Perpètua de Mogoda)                                                   |           | La Sardana                                        | Modifica les dades a Wikidata |
|        | La nota                              | Santa Perpètua de Mogoda | obra escultòrica          | 2002 Estat: bon estat                              | 41° 31′ 38″ N, 2° 11′ 08″ E / 41.52732°N,2.18555°E ca:L'Era. La Granja Soldevila (08130 - Santa Perpètua de Mogoda)                                               |           | La nota                                           | Modifica les dades a Wikidata |
|        | Luz y sombra I - juego de sombras IV | Santa Perpètua de Mogoda | obra escultòrica          | 2003                                               | 41° 31′ 21″ N, 2° 10′ 54″ E / 41.52256360500386°N,2.181574702262879°E ca:Parc d'Europa. Passeig de Can Taió. Barri la Florida. (08130 - Santa Perpètua de Mogoda) |           | Luz y sombra I - juego de sombras IV              | Modifica les dades a Wikidata |
|        | Mathausen                            | Santa Perpètua de Mogoda | obra escultòrica          | 1998                                               | 41° 31′ 37″ N, 2° 11′ 17″ E / 41.52708°N,2.18797°E ca:Passeig de la Florida - Camí de la Granja (08130 - Santa Perpètua de Mogoda)                                |           | Mathausen (Santa Perpètua de Mogoda)              | Modifica les dades a Wikidata |
|        | Miratge                              | Santa Perpètua de Mogoda | obra escultòrica          | 2000                                               | 41° 31′ 37″ N, 2° 11′ 09″ E / 41.52704°N,2.18577°E ca:Pati del Galliner. La Granja Soldevila (08130 - Santa Perpètua de Mogoda)                                   |           |                                                   | Modifica les dades a Wikidata |
|        | Monument als Carreters               | Santa Perpètua de Mogoda | obra escultòrica monument | 2006 Estat: bon estat                              | 41° 32′ 02″ N, 2° 10′ 26″ E / 41.534°N,2.17399°E ca:Rotonda d'entrada a Santa Perpètua des de Sabadell                                                            |           | Monument als Carreters (Santa Perpètua de Mogoda) | Modifica les dades a Wikidata |
|        | Mountain Of Mine                     | Santa Perpètua de Mogoda | obra escultòrica          | 2000                                               | 41° 31′ 52″ N, 2° 11′ 06″ E / 41.53109°N,2.18507°E ca:Parc dels Països Catalans                                                                                   |           |                                                   | Modifica les dades a Wikidata |
|        | Natural system                       | Santa Perpètua de Mogoda | obra escultòrica          | 2002                                               | 41° 31′ 16″ N, 2° 10′ 56″ E / 41.521°N,2.18232°E ca:Parc d'Europa. Passeig de Can Taió. Barri la Florida. (08130 - Santa Perpètua de Mogoda)                      |           |                                                   | Modifica les dades a Wikidata |
|        | Pneumàtic                            | Santa Perpètua de Mogoda | obra escultòrica          | 1998                                               | 41° 31′ 36″ N, 2° 11′ 09″ E / 41.52668°N,2.18585°E ca:Jardí de la Granja Soldevila (08130 - Santa Perpètua de Mogoda)                                             |           |                                                   | Modifica les dades a Wikidata |
|        | Portes Tancades, Portes Obertes      | Santa Perpètua de Mogoda | obra escultòrica          | 2001                                               | 41° 31′ 36″ N, 2° 11′ 17″ E / 41.52677°N,2.18794°E ca:Passeig de la Florida (08130 - Santa Perpètua de Mogoda)                                                    |           |                                                   | Modifica les dades a Wikidata |
|        | Sense Nom (Rotonda dels Arbres)      | Santa Perpètua de Mogoda | obra escultòrica          | 2002                                               | 41° 31′ 50″ N, 2° 11′ 22″ E / 41.53043°N,2.18953°E ca:Mossèn Cinto Verdaguer - C/Onze de Setembre                                                                 |           |                                                   | Modifica les dades a Wikidata |
|        | Silla Luna                           | Santa Perpètua de Mogoda | obra escultòrica          | 1998                                               | 41° 31′ 32″ N, 2° 11′ 36″ E / 41.52559°N,2.19323°E ca:Parc de la Ribera (08130 - Santa Perpètua de Mogoda)                                                        |           |                                                   | Modifica les dades a Wikidata |
|        | Solidària                            | Santa Perpètua de Mogoda | obra escultòrica          | 2007                                               | 41° 31′ 52″ N, 2° 11′ 02″ E / 41.53119°N,2.18398°E ca:Plaça Miquel Martí i Pol (08130 - Santa Perpètua de Mogoda)                                                 |           |                                                   | Modifica les dades a Wikidata |
|        | Sound Hull                           | Santa Perpètua de Mogoda | obra escultòrica          | 2001                                               | 41° 31′ 12″ N, 2° 11′ 26″ E / 41.51987°N,2.19052°E ca:Avinguda Nou. Centre Cívic La Florida. Barri la Florida. (08130 - Santa Perpètua de Mogoda)                 |           |                                                   | Modifica les dades a Wikidata |
|        | Vida Completa                        | Santa Perpètua de Mogoda | obra escultòrica          | 1996                                               | 41° 32′ 10″ N, 2° 11′ 00″ E / 41.53611°N,2.18345°E ca:Parc Municipal. Avinguda Santiga, 2 (08130 - Santa Perpètua de Mogoda)                                      |           | Vida Completa                                     | Modifica les dades a Wikidata |

## placa commemorativa
| imatge | Nom                         | Ubicat a                 | instància de                       | Detalls | coordenades                                                                                              | Protecció | Commons (més fotos) | Dades a WD                    |
| ------ | --------------------------- | ------------------------ | ---------------------------------- | ------- | --- | --------- | ------------------- | ----------------------------- |
|        | Placa Prat de la Riba       | Santa Perpètua de Mogoda | placa commemorativa mobiliari urbà | 1918    | 41° 32′ 06″ N, 2° 10′ 47″ E / 41.53504°N,2.17959°E ca:C/ Prat de la Riba                                 |           |                     | Modifica les dades a Wikidata |
|        | Placa del carrer Genís Sala | Santa Perpètua de Mogoda | placa commemorativa mobiliari urbà | 1966    | 41° 32′ 04″ N, 2° 10′ 48″ E / 41.53455°N,2.18006°E ca:C/Genís Sala, 4 (08130 - Santa Perpètua de Mogoda) |           |                     | Modifica les dades a Wikidata |

## polígon industrial
| imatge | Nom                                     | Ubicat a                 | instància de       | Detalls                        | coordenades                                                                 | Protecció | Commons (més fotos)                     | Dades a WD                    |
| ------ | --------------------------------------- | ------------------------ | ------------------ | ------------------------------ | --------------------------------------------------------------------------- | --------- | --------------------------------------- | ----------------------------- |
|        | Polígon industrial Ca n'Oller           | Santa Perpètua de Mogoda | polígon industrial |                                | 41° 32′ 36″ N, 2° 10′ 36″ E / 41.5434384422814°N,2.1766310780477°E          |           |                                         | Modifica les dades a Wikidata |
|        | Polígon industrial Camp de les Pereres  | Santa Perpètua de Mogoda | polígon industrial |                                | 41° 31′ 06″ N, 2° 10′ 59″ E / 41.5182828417194°N,2.18319398964077°E         |           |                                         | Modifica les dades a Wikidata |
|        | Polígon industrial Can Banús            | Santa Perpètua de Mogoda | polígon industrial |                                | 41° 32′ 17″ N, 2° 11′ 43″ E / 41.5381037196742°N,2.19537647401752°E         |           |                                         | Modifica les dades a Wikidata |
|        | Polígon industrial Can Bernades Sobirà  | Santa Perpètua de Mogoda | polígon industrial |                                | 41° 33′ 14″ N, 2° 10′ 48″ E / 41.5537761003215°N,2.18003728991575°E         |           | Polígon industrial Can Bernades Sobirà  | Modifica les dades a Wikidata |
|        | Polígon industrial Can Vinyalets        | Santa Perpètua de Mogoda | polígon industrial |                                | 41° 32′ 11″ N, 2° 10′ 03″ E / 41.5365177277772°N,2.16744016998311°E         |           |                                         | Modifica les dades a Wikidata |
|        | Polígon industrial Can Vinyals          | Santa Perpètua de Mogoda | polígon industrial |                                | 41° 32′ 16″ N, 2° 09′ 43″ E / 41.5376658234784°N,2.16181497590512°E         |           |                                         | Modifica les dades a Wikidata |
|        | Polígon industrial La Creueta           | Santa Perpètua de Mogoda | polígon industrial |                                | 41° 32′ 21″ N, 2° 10′ 44″ E / 41.5390852254575°N,2.17877228870124°E         |           |                                         | Modifica les dades a Wikidata |
|        | Polígon industrial La Florida           | Santa Perpètua de Mogoda | polígon industrial |                                | 41° 31′ 05″ N, 2° 11′ 52″ E / 41.5179987217583°N,2.19785468074553°E         |           |                                         | Modifica les dades a Wikidata |
|        | Polígon industrial La Torre del Rector  | Santa Perpètua de Mogoda | polígon industrial | Anomenat per: Torre del Rector | 41° 32′ 47″ N, 2° 10′ 58″ E / 41.5463646385985°N,2.18278068686774°E         |           | Polígon industrial La Torre del Rector  | Modifica les dades a Wikidata |
|        | Polígon industrial Les Minetes          | Santa Perpètua de Mogoda | polígon industrial |                                | 41° 32′ 12″ N, 2° 11′ 18″ E / 41.5367400821854°N,2.18846429940489°E         |           | Polígon industrial Les Minetes          | Modifica les dades a Wikidata |
|        | Polígon industrial Les Vinyes de Mogoda | Santa Perpètua de Mogoda | polígon industrial |                                | 41° 32′ 03″ N, 2° 11′ 57″ E / 41.534121595251°N,2.199117990468°E 82 msnm    |           | Polígon industrial Les Vinyes de Mogoda | Modifica les dades a Wikidata |
|        | Polígon industrial de Santiga           | Santa Perpètua de Mogoda | polígon industrial |                                | 41° 31′ 40″ N, 2° 08′ 53″ E / 41.527863463316°N,2.14800136604463°E 138 msnm |           | Polígon industrial de Santiga           | Modifica les dades a Wikidata |

## pou
| imatge | Nom                         | Ubicat a                 | instància de              | Detalls                     | coordenades                                                      | Protecció                                  | Commons (més fotos) | Dades a WD                    |
| ------ | --------------------------- | ------------------------ | ------------------------- | --------------------------- | ---------------------------------------------------------------- | ------------------------------------------ | ------------------- | ----------------------------- |
|        | pou de Can Sallent          | Santa Perpètua de Mogoda | pou                       | Estil: arquitectura popular | 41° 30′ 59″ N, 2° 10′ 01″ E / 41.516359°N,2.167035°E             | bé integrant del patrimoni cultural català |                     | Modifica les dades a Wikidata |
|        | pou de Vinya de la Ferrussa | Santa Perpètua de Mogoda | pou element arquitectònic | 19th century                | 41° 31′ 49″ N, 2° 09′ 48″ E / 41.53021°N,2.1634°E ca:La Ferrussa |                                            |                     | Modifica les dades a Wikidata |

## rellotge de sol
| imatge | Nom                                          | Ubicat a                 | instància de                          | Detalls      | coordenades | Protecció | Commons (més fotos)                    | Dades a WD                    |
| ------ | -------------------------------------------- | ------------------------ | ------------------------------------- | ------------ | --- | --------- | -------------------------------------- | ----------------------------- |
|        | Rellotge Sol. C/Josep Jardí - C/Sant Llorenç | Santa Perpètua de Mogoda | rellotge de sol element arquitectònic | 20th century | 41° 32′ 12″ N, 2° 10′ 42″ E / 41.53659°N,2.17835°E ca:C/Josep Jardí - C/Sant Llorenç                                                             |           |                                        | Modifica les dades a Wikidata |
|        | Rellotge de Sol de la Plaça Alta, 2          | Santa Perpètua de Mogoda | rellotge de sol                       | 1808         | 41° 31′ 22″ N, 2° 11′ 21″ E / 41.52272°N,2.18921°E ca:Plaça Alta, 2. Barri La Florida (08130 - Santa Perpètua de Mogoda)                         |           |                                        | Modifica les dades a Wikidata |
|        | Rellotge de Sol de la Torre del Rector       | Santa Perpètua de Mogoda | rellotge de sol                       | 20th century | 41° 32′ 54″ N, 2° 10′ 59″ E / 41.54824°N,2.18312°E ca:C/ del Mar Carib, 6. Polígon Industrial Bernades Subirà (08130 - Santa Perpètua de Mogoda) |           |                                        | Modifica les dades a Wikidata |
|        | Rellotge de sol del castell de Santiga       | Santa Perpètua de Mogoda | rellotge de sol element arquitectònic |              | 41° 32′ 06″ N, 2° 09′ 07″ E / 41.53505°N,2.15202°E ca:Castell de Santiga. Santiga (08130 - Santa Perpètua de Mogoda)                             |           | Rellotge de sol del castell de Santiga | Modifica les dades a Wikidata |

## safareig
| imatge | Nom                 | Ubicat a                 | instància de | Detalls       | coordenades                                                                                                 | Protecció | Commons (més fotos) | Dades a WD                    |
| ------ | ------------------- | ------------------------ | ------------ | ------------- | --- | --------- | ------------------- | ----------------------------- |
|        | Safareig de Mogoda  | Santa Perpètua de Mogoda | safareig     | 20th century  | 41° 31′ 45″ N, 2° 11′ 49″ E / 41.52919°N,2.19703°E ca:Barri de la Mogoda (08130 - Santa Perpètua de Mogoda) |           |                     | Modifica les dades a Wikidata |
|        | Safareig de Santiga | Santa Perpètua de Mogoda | safareig     | Estat: malmès | 41° 32′ 04″ N, 2° 09′ 08″ E / 41.53457°N,2.15215°E ca:Santiga (08130 - Santa Perpètua de Mogoda)            |           | Safareig de Santiga | Modifica les dades a Wikidata |

## Misc
| imatge | Nom                                                 | Ubicat a | instància de                                                         | Detalls                          | coordenades | Protecció                                  | Commons (més fotos)                         | Dades a WD                    |
| ------ | --------------------------------------------------- | --- | -------------------------------------------------------------------- | -------------------------------- | --- | ------------------------------------------ | ------------------------------------------- | ----------------------------- |
|        | Campana                                             | Santa Perpètua de Mogoda | mobiliari urbà                                                       | 1909                             | 41° 31′ 36″ N, 2° 11′ 09″ E / 41.52673°N,2.18572°E ca:Granja Soldevila (08130 - Santa Perpètua de Mogoda)                                           |                                            |                                             | Modifica les dades a Wikidata |
|        | Can Vinyals Paleolític                              | Santa Perpètua de Mogoda | jaciment arqueològic                                                 |                                  | 41° 32′ 22″ N, 2° 09′ 55″ E / 41.53955°N,2.165363°E                                                                                                 | bé integrant del patrimoni cultural català |                                             | Modifica les dades a Wikidata |
|        | Canyar de la timba de l'Humbert                     | Santa Perpètua de Mogoda |                                                                      | 20th century                     | 41° 32′ 35″ N, 2° 10′ 21″ E / 41.54296°N,2.17261°E ca:Al sud de Ca n'Oller                                                                          |                                            |                                             | Modifica les dades a Wikidata |
|        | Ciutat jardí la Florida                             | Santa Perpètua de Mogoda | barri projecte urbanístic urbanització                               | Estil: noucentisme 20th century  | 41° 31′ 17″ N, 2° 11′ 28″ E / 41.52128°N,2.190975°E ca:Antiga propietat de Ca l'Andal, límit est Riera de Caldes                                    | bé integrant del patrimoni cultural català | Ciutat jardí la Florida                     | Modifica les dades a Wikidata |
|        | Estació de Santa Perpètua de Mogoda                 | Santa Perpètua de Mogoda | estació de ferrocarril                                               | Estil: arquitectura popular      | 41° 31′ 18″ N, 2° 11′ 40″ E / 41.521694444444°N,2.1943055555556°E                                                                                   | bé integrant del patrimoni cultural català | Santa Perpètua de Mogoda train station      | Modifica les dades a Wikidata |
|        | Estació de Santa Perpètua de Mogoda Riera de Caldes | Santa Perpètua de Mogoda | baixador                                                             |                                  | 41° 31′ 35″ N, 2° 11′ 11″ E / 41.52633°N,2.1865°E                                                                                                   |                                            |                                             | Modifica les dades a Wikidata |
|        | Gallecs                                             | Àmbit Metropolità de Barcelona Mollet del Vallès Parets del Vallès Santa Perpètua de Mogoda Lliçà de Vall Montcada i Reixac Gallecs | Espai Natural Protegit àrea protegida Pla d'Espais d'Interès Natural | 2009 Superfície: 702.08025ha     | 41° 33′ 44″ N, 2° 11′ 41″ E / 41.562158333333336°N,2.194602777777778°E ca:Entre la carretera de Caldes C-59 i el camí de la Serra de Mollet 65 msnm |                                            | Gallecs                                     | Modifica les dades a Wikidata |
|        | Horts del Moli de Mogoda                            | Santa Perpètua de Mogoda | hort                                                                 |                                  | 41° 31′ 48″ N, 2° 11′ 38″ E / 41.52996°N,2.19379°E ca:Barri de la Mogoda (08130 - Santa Perpètua de Mogoda)                                         |                                            |                                             | Modifica les dades a Wikidata |
|        | Molí de Mogoda                                      | Santa Perpètua de Mogoda | molí d'aigua                                                         | Estil: arquitectura popular 1181 | 41° 31′ 47″ N, 2° 11′ 47″ E / 41.529761°N,2.196405°E ca:Plaça del Molí. Mogoda (08130 - Santa Perpètua de Mogoda)                                   | bé integrant del patrimoni cultural català |                                             | Modifica les dades a Wikidata |
|        | Paret dels Sentiments                               | Santa Perpètua de Mogoda | mural ceràmic                                                        | 1990                             | 41° 32′ 05″ N, 2° 09′ 09″ E / 41.53471983767003°N,2.1524459123611455°E Santa Maria de Santiga                                                       |                                            | Paret dels Sentiments                       | Modifica les dades a Wikidata |
|        | Timbes del Parc de la Ribera                        | Santa Perpètua de Mogoda | dic                                                                  |                                  | 41° 32′ 02″ N, 2° 11′ 20″ E / 41.53384°N,2.18888°E ca:Riba esquerra de la Riera de Caldes                                                           |                                            |                                             | Modifica les dades a Wikidata |
|        | Vapor Aranyó                                        | Santa Perpètua de Mogoda | edifici industrial                                                   | Estil: arquitectura popular      | 41° 32′ 09″ N, 2° 10′ 47″ E / 41.535966666667°N,2.1796416666667°E ca:Av. Santiga, 23, Ignasi Iglésias, Enric Granados i Martí Costa 102 msnm        | bé cultural d'interès local                | Vapor Arañó                                 | Modifica les dades a Wikidata |
|        | casa de la vila de Santa Perpètua de Mogoda         | Santa Perpètua de Mogoda | casa consistorial                                                    |                                  | 41° 32′ 04″ N, 2° 11′ 01″ E / 41.5344832°N,2.1835315°E                                                                                              |                                            | Casa de la vila de Santa Perpètua de Mogoda | Modifica les dades a Wikidata |
|        | cementiri de Santa Perpètua de Mogoda               | Santa Perpètua de Mogoda | cementiri                                                            |                                  | 41° 32′ 13″ N, 2° 10′ 27″ E / 41.536872140332214°N,2.1740430593490605°E                                                                             |                                            | Cementiri de Santa Perpètua de Mogoda       | Modifica les dades a Wikidata |
|        | forn del camp d'en Ventura de l'Oller               | Santa Perpètua de Mogoda | forn element arquitectònic                                           | 1st century                      | 41° 32′ 55″ N, 2° 10′ 24″ E / 41.5485°N,2.17347°E ca:Polígon Industrial Ca n'Oller                                                                  |                                            |                                             | Modifica les dades a Wikidata |
|        | pous de glaç de Mogoda                              | Santa Perpètua de Mogoda | pou de neu                                                           | Estil: arquitectura popular 1718 | 41° 31′ 48″ N, 2° 11′ 47″ E / 41.530072°N,2.196404°E ca:Mogoda - Plaça del Molí                                                                     | bé integrant del patrimoni cultural català |                                             | Modifica les dades a Wikidata |